# 1528 Conrada
1528 Conrada è un asteroide della fascia principale. Scoperto nel 1940, presenta un'orbita caratterizzata da un semiasse maggiore pari a 2,4152869 UA e da un'eccentricità di 0,1423890, inclinata di 8,50850° rispetto all'eclittica.
L'asteroide è dedicato al contrammiraglio della Kaiserliche Marine Fritz Conrad (1883-1944), celebre oceanografo.